# نوبوتوشي كانا
نوبوتوشي كانّا (神奈延年 كانّا نوبوتوشي) (اسمه الحقيقي نوبوتوشي هاياشي (林延年 هاياشي نوبوتوشي)) هو مؤدي أصوات ياباني ولد في 10 يونيو 1968 في شيناغاوا, طوكيو.

## أدواره في الأنمي

### مسلسلات أنمي تلفزيونية
- فوشيغي يوغي - تاسكي
- سلام دانك - اوكسو يوجي
- سونيك X - النضناض ناكلز
- جت باكرز - بان ميدو
- ماكروس 7 - باسارا نيكي
- ناروتو - كابوتو ياكوشي, شيكامارو نارا (بديل)
- ناروتو شيبودن - كابوتو ياكوشي
- بوروتو: ناروتو نكست جينيريشنز - كابوتو ياكوشي
- روك لي وأصدقائه النينجا - كابوتو ياكوشي
- بيرسيرك - غاتس
- جينيريتر غاول - غاول
- شامان كينج - لي باي-لونغ
- AIR - ريويا
- بلاك كات - ريفر زاستوري
- فيت/ستاي نايت - لانسر
- فيت/ستاي نايت Unlimited Blade Works - لانسر
- إينوياشا - هيتين
- بليتش - نويترا جيروغا
- طوكيو ميو ميو - باي
- سول إيتر - غيريكو
- هاجيمي نو إيبو - يوسكي أودا
- جونجو رومانتيكا - نواكي كوساما
- باكانو! - روني سكيارت
- فاينل فانتسي: أنليميتد - كازي
- ترانسفورمرز إينرجون - إنفيرنو، شوكبلاست, شوكشوت
- شوت - وليد
- جاينت كيلينغ - موتشيدا
- شيكاباني هيمي: أكا - هوندا
- شيكاباني هيمي: كورو - هوندا
- ماين ليب - تورغر
- زومبي-لون - يوري أكاتسوكي
- غيلتي كراون - ماكوتو والتز سيغاي
- سأتحول إلى فتاة تسريحة الذيلين! - سنيلغيلدي
- يوغي GX - كاجيمارو الشاب
- بوكيمون - فوستر
- شوا غينروكو راكوغو شينجو - سكيروكو الأول
- أنا ساكاموتو - ريو
- جاندام بيلد فايترز - راينر تشوما

### أنمي الإنترنت
- سينت سيا: سول أوف غولد - أكويريوس كاميو
- وجبة الغداء في منزل إميا - لانسر

### أوفا أنمي
- سينت سيا فصل هادس: المعابد الإثنا عشر - أكويريوس كاميو
- سينت سيا فصل هادس: العالم السفلي - أكويريوس كاميو
- كارنفال فانتازم - لانسر

### أفلام أنمي
- سلسلة أفلام إينوياشا
  - إينوياشا: جزيرة هوراي القرمزية - ريورا
- فيلم ناروتو شيبودن: الروابط - كابوتو ياكوشي
- إينيشال دي Third Stage - كاي كوغاشيوا
- فيت/ستاي نايت: Unlimited Blade Works - لانسر
- سلسلة أفلام فيت/ستاي نايت Heaven's Feel
  - فيت/ستاي نايت Heaven's Feel: الفصل الأول: presage flower - لانسر
- AIR - ريويا

## أدواره في ألعاب الفيديو
- سلسلة القنفذ سونيك
  - سونيك أدفنشر - النضناض ناكلز
  - سونيك أدفنشر 2 - النضناض ناكلز
  - سونيك هيروز - النضناض ناكلز
  - القنفذ شادو - النضناض ناكلز
  - القنفذ سونيك (لعبة فيديو 2006) - النضناض ناكلز
  - Sonic and the Secret Rings - سندباد
  - سونيك أند ذا بلاك نايت - السير غاواين
  - سونيك جينيريشنز - النضناض ناكلز
  - سونيك لوست ورلد - النضناض ناكلز
  - سونيك فورسز - النضناض ناكلز
  - تيم سونيك ريسنغ - النضناض ناكلز
- بيرسونا 3 - تاكايا
- بيرسونا 3 فيس - تاكايا
- بيرسونا 3 بورتبل - تاكايا
- سينت سيا: ذا سانكتشواري - أكويريوس كاميو
- سينت سيا: ذا هادس - أكويريوس كاميو
- ناروتو شيبودن: ألتيميت نينجا ستورم ريفولوشن - كابوتو ياكوشي
- ناروتو شيبودن: ألتيميت نينجا ستورم 4 - كابوتو ياكوشي
- فيت/إكسترا - لانسر
- فيت/إكستيلا: ذي أمبرال ستار - كوخولين
- واريورز: ليجندز أوف تروي - آخيل
- سوبر سماش برذرز ألتميت - النضناض ناكلز

## أدواره في الدبلجة اليابانية
- ترانسفورمرز أنيميتد - سويندل
- باتمان: الجرأة و الشجاعة - بوستر غولد
- دامو ستحيل - عريق
- سونيك بوم - النضناض ناكلز
- طفلة للأبد - الساحرة الوضيعة، مجراوي، السيد فليمينغ

## وصلات خارجية
- نوبوتوشي كانا على موقع IMDb (الإنجليزية)
- نوبوتوشي كانا على موقع ميوزك برينز (الإنجليزية)
- نوبوتوشي كانا على موقع ميوزك برينز (الإنجليزية)
- نوبوتوشي كانا على موقع قاعدة بيانات الفيلم (الإنجليزية)
- نوبوتوشي كانا على موقع ANN person (الإنجليزية)